# Андрейов потік
Андрейов потік (словац. Andrejov potok) — річка в Словаччині, ліва притока Топлі, протікає в окрузі Бардіїв.
Довжина приблизно 7.0-7.6 км. Витік знаходиться в масиві Ондавська височина — на висоті близько 430—450 метрів біля гори Ліпніки. Протікає територією села Андрійова і міста Бардіїв (частина Бардіївська Нова Весь).
Впадає в Топлю на висоті приблизно 250 метрів.